# Håndlæsning
Håndlæsning eller kiromanti er tydning af håndens fysisk fremtoning.
Den traditionelle håndlæsning er en spådomskunst hvor det siges at håndfladens foldelinjer (furer) kan forudsige skæbnen.
Indenfor denne tradition giver man navne til de forskellige linjer, hvor de vigtigste er livslinjen, hovedlinjen, hjernelinjen, skæbnelinjen, morallinjen og sollinjen.
Videnskabelige undersøgelse af håndlæsning synes at være meget begrænsede.
Udenfor den traditionelle håndlæsnings tydninger eksisterer der dog mange undersøgelser af fingerlængdeforholdet mellem pegefinger og ringfinger (2D:4D).
Indenfor denne forskning hævdes det at forholdet er en biomarkør for tidlig påvirkning af hormoner.
Lægevidenskaben taler om firfingerfuren, der er en tværgående fure over hele håndfladen.
Tilstanden forekommer forholdsvis sjældent, men ses ofte hos folk med Downs syndrom
og i Cri du chat syndromet.